# Prêmio Tyler de Conquista Ambiental
O Prêmio Tyler de Conquista Ambiental (em inglês:  Tyler Prize for Environmental Achievement) é um prêmio de ciências do ambiente, saúde ambiental e energia. Os laureados recebem um prêmio de $ 200.000 e um medalhão de ouro. O prêmio é administrado pela Universidade do Sul da Califórnia e foi instituído por John e Alice Tyler em 1973.

## Laureados
- 1974: Arie Jan Haagen-Smit, George Evelyn Hutchinson e Maurice Strong
- 1975: Ruth Patrick
- 1976: Abel Wolman, Charles S. Elton e René Dubos
- 1977: Eugene Odum
- 1978: Russell Errol Train
- 1982: Carroll L.Wilson e Southern California Edison
- 1983: Harold S. Johnston, Mario Molina e Frank Sherwood Rowland
- 1984: Roger Revelle e Edward Osborne Wilson
- 1985: Bruce Ames e the Organization for Tropical Studies
- 1986: Werner Stumm e Richard Vollenweider
- 1987: Richard E. Schultes e Gilbert F. White
- 1988: Bert Bolin
- 1989: Paul Crutzen e Edward D. Goldberg
- 1990: Thomas Eisner e Jerrold Meinwald
- 1991: C. Everett Koop e M. S. Swaminathan
- 1992: Perry L. McCarty e Robert M. White
- 1993: F. Herbert Bormann e Gene Likens
- 1994: Arturo Gomez-Pompa e Peter H. Raven
- 1995: Clair Cameron Patterson
- 1996: Willi Dansgaard, Hans Oeschger e Claude Lorius
- 1997: Jane Goodall, Biruté Galdikas e George Schaller
- 1998: Anne H. Ehrlich e Paul Ralph Ehrlich
- 1999: T. T. Chang e Joel E. Cohen
- 2000: John P. Holdren
- 2001: Jared Diamond e Thomas Lovejoy
- 2002: Wallace Smith Broecker e Liu Dongsheng
- 2003: Hans Herren, Yoel Margalith e Richard Doll who established the link between lung cancer and cigarette smoking.[1]
- 2004: Barefoot College e Red Latinoamericana de Botanica
- 2005: Charles Keeling e Lonnie Thompson
- 2006: David W. Schindler[1] e Igor A. Shiklomanov
- 2007: Gatze Lettinga
- 2008: James N. Galloway e Harold A. Mooney
- 2009: Richard Alley e Veerabhadran Ramanathan
- 2010: Laurie Marker e Stuart Pimm
- 2011: May R. Berenbaum
- 2012: John H. Seinfeld e Kirk R. Smith
- 2013: Diana Wall
- 2014: Simon A. Levin
- 2015: Madhav Gadgil e Jane Lubchenco
- 2016: Partha Dasgupta
- 2017: José Sarukhán Kermez
- 2018: Paul Falkowski e James J. McCarthy
- 2019: Michael Evan Mann e Warren Washington
- 2020: Gretchen Daily e Pavan Sukhdev